# Liste von Bauwerken nach Funktion
In dieser Liste werden verschiedene Funktionen von Bauwerken aufgelistet. Dabei wird in diesem Artikel weder zwischen Bauwerken und Gebäuden, noch zwischen geplanter Funktion und tatsächlicher Nutzung der Bauwerke differenziert.
Diese Art der Typologisierung ist weit verbreitet. Sie wird von Studierenden und Planern, in Dokumentationen, Bibliotheken und Archiven gemäß eigener Anforderungen und Schwerpunktsetzung in verschiedenen Varianten eingesetzt. Ziel ist es, Bauwerke systematisch zu erfassen und Kategorien zuordnen zu können.
Bei einigen Gebäudetypen sind schon bei der Planungsphase oder durch eine spätere Umnutzung mehrere Funktionen in einem Bauwerk zu integrieren. Multifunktionale Bauwerke sind zum Beispiel Sportarenen, die zugleich als Konferenzzentrum dienen, Bahnhöfe, die auch als Shoppingcenter genutzt werden, oder aber Mehrzweckhallen, die als Sportaustragungsort, für Ausstellungen, oder für Großveranstaltungen dienen.
Im Fall der Umnutzung werden beispielsweise stillgelegte Industriebauten zu Museen umgebaut, Speicherhäuser zu Apartmenthäusern oder Bahnhöfe zu Versammlungsstätten. Die Einteilung von Bauwerken nach Funktionen hat demnach auch ihre Grenzen.
Weitere alternative Kriterien für Typologisierungen sind zum Beispiel Standort, Größe, Bauform, Baustil, Konstruktion, verwendete Baustoffe, Eigentümer, Besitzer, Architekt.

## Wohnen

### Wohngebäude
- freistehend: Kate, Gartenhaus, Ferienhaus, Gästehaus, Wohnhaus, Einfamilienwohnhaus, Atriumhaus, Hanghaus, Haus mit Einliegerwohnung, Haus mit Berufsbereich, Villa, Schloss,
- verdichtet:
  - reines Wohnen: Doppelhaus, Reihenhaus, Gruppenhaus, Geschosswohnungsbau (z. B.: Hügelhaus, Terrassenhaus, Mietskaserne, (Mehrfamilien-)Mietshaus, Appartementhaus, Mehrfamilien-Fertighaus, Wohnhochhaus)
  - Mischform/Schwerpunkt Wohnen: Wohn- und Geschäftsgebäude

### Heimbauten
- Einzelbauten: Kinderheim, Jugendheim, Studentenwohnheim, Internat, Altenheim, Pflegeheim,
- Anlagen: Kinderdorf, Jugenddorf, Kinder- und Jugenddorf, Alterssiedlung

## Bildung

### Schulbauten, Kinderhorte
- Kinderhorte: Kindergarten, Kindertagesstätte, Internat
- Regelschulen: Grundschule, Hauptschule, Grund- und Hauptschule, Realschule, Gesamtschule, Gymnasium, Schulzentrum, Schuldorf, Ganztagsschule
- Sonderschule
- Spezialschule
- Ausbildungsschulen: Berufsschule, Handelsschule, Fachschule, Schwesternschule

### Hochschulen
- Gesamtgebäude/Gesamtanlage: Volkshochschule, Fachhochschule, Pädagogische Hochschule, Musikhochschule, Ingenieursschule, Technische Hochschule, Akademie, Universität
- Einzelbaukörper: Seminargebäude, Hörsaalgebäude, Auditorium maximum

### Forschungsbauten
Fallturm, Forschungsinstitut, Forschungsreaktor, Labor, Messturm, Radioteleskop, Rechenzentrum, Sternwarte, Teilchenbeschleuniger, Windkanal,

## Sakralbauten, Kirchliche Bauten, Friedhofswesen
- Sakralbauten: Kirchengebäude, Dom, Kathedrale, Kapelle, Baptisterium, Wallfahrtsstätte, Wehrkirche, Orthodoxe Kirchenbauten, Pyramide, Mausoleum, Pagode, Tempel, Schrein, Synagoge, Moschee, Stupa, Torii, Meditationszentrum, Hierothesion
- Kirchliche Begleitbauten: Gemeindehaus, Gemeindezentrum, Ordenshaus, Kirchturm
- Anlagen: Kloster, Abtei, Vat (buddhistische Klosteranlage), Kreuzweg
- Friedhofswesen: Aussegnungshalle, Leichenhalle, Leichenhaus, Krematorium, Beinhaus

## Gesundheitsbauten
- Pflegeheim
- Hospitalbau
- Krankenhausbau
- Kurbau
- Sanatoriumsbau

## Bauten für Kultur
- Archivbau
- Ausstellungsbau
- Bibliotheksbau
- Museumsbau

- Versammlungsstätten:

- Schwerpunkt Musik: Konzertsaal, Oper, Musical-Theater, Discothek
- Schwerpunkt Sprache: Theater, Schauspielhaus, Freilichtbühne, Kino, Autokino
- Schwerpunkt Freizeittreff: Jugendzentrum, Freizeitgebäude, Klubhaus, Kulturhaus
- Schwerpunkt Multifunktion: Stadthalle, Kongresshalle, Kulturzentrum, Arena
- Schwerpunkt Politik: Parlamentsgebäude

## Sportbauten, Spiel
- Außensportanlagen: Spielplatz, Sportplatz, Stadion
- Hallensportanlagen: Turnhalle, Gymnastikhalle, Sporthalle, Kegel- und Bowlinganlage
- Wassersportanlagen: Hallenbad, Freibad, Ruderregatta-Anlage, Segelsportanlage
- Wintersportanlagen: Eislaufhalle, Skisprungschanze
- Sportbegleitbauten: Sanitäranlage, Umkleidegebäude, Kassenhaus

## Gastronomie- und Vergnügungsbauten
- Schwerpunkt Herstellung, Zubereitung:Großküche, Cateringservice, Bäckerei, Konditorei
- Schwerpunkt Verzehr: Snackbar, Schnellimbiss, Milch- und Expressobar, Eiscafé, Weinstube, Teestube, Kneipe, Café, Gaststätte, Raststätte, Restaurant, Kantine, Mensagebäude
- Schwerpunkt Unterhaltung und Vergnügen: Kabarett, Bar, Tanzcafé, Tanzbar, Nachtklub, Bordell
- Schwerpunkt Außenbereich:

- Einzelbauwerk: Achterbahn, Aussichtsturm, Riesenrad, Gyro-Tower, Freifallturm
- Gesamtanlage: Vergnügungspark

## Bauten zur Beherbergung
- Hospitalbau
- Krankenhausbau
- Hotelbau
- Motelbau
- Herbergsbau
- Gasthaus

## Öffentliche und private Verwaltungsgebäude
- Staatliche Verwaltung: Bundespräsidialamt, Regierungssitz, Bundeskanzleramt, Abgeordnetenhaus, Botschaft, Konsulat, Amtssitz des Ministerpräsidenten, Arbeitsamt, Finanzamt, Kreisverwaltung, Landratsamt, Gemeindeverwaltung, Rathaus, Gerichtsgebäude, Staatsanwaltschaftsgebäude, Bundesarchiv, Verwaltungsgebäude von Körperschaften des Öffentlichen Rechts
- Private Verwaltungsgebäude: Bürogebäude, Verwaltungsgebäude, Verwaltungszentrum, Archivgebäude

## Bauten für die öffentliche Sicherheit
- Exekutive: Bundeswehrbauwerk, Bundespolizeibauwerk, Polizeibauwerk, Alcazaba, Alenkastell, Burg, Festung, Kastell, Limeswachtürme
- Verwahrung: Gefängnis, Erziehungsheim, Jugendvollzugsanstalt (JVA),
- Qualitätssicherung: Bauwerk des Technischen Überwachungsvereins (TÜV)
- Katastrophenschutz: Nothilfebauwerk/Technisches Hilfswerk (THW), Feuerwache, Schutzraumbau, Bunker

## Bauwerke für Handel oder Gewerbe
- Schwerpunkt Verkauf: Apotheke, Kiosk, Einzelhandelsgeschäft, Selbstbedienungsgeschäft, Einkaufspassage, Warenhaus, Kaufhaus, Einkaufszentrum, Automatenstraße, Einkaufsstraße, Markthalle, Versandhaus
- Schwerpunkt Dienstleistung: Dienstleistungsgeschäft, Gewerbliches Rechenzentrum
- Schwerpunkt Lagerung und Verteilung: Lagerhalle, Hochregallager, Speicher, Silo, Kühlhaus, Logistik- und Distributionszentrum
- Mischfunktion: Geschäftsgebäude, Wohn- und Geschäftsgebäude

## Bauten und Einrichtungen des Geld- und Zahlungsverkehrs
Lotterieannahmestelle, Wettbüro, Leihhaus, Sparkassengebäude, Postgebäude, Bankgebäude, Börse, Zollbauwerk

## Verkehrsbauwerke
- Bauwerke für den Fußgänger: Gehweg, Fußgängerbrücke, Fußgängertunnel, Platz, Unterstand
- Straßenbauwerke:

- ruhender Verkehr: Autohof, Autobahnraststätte, Park-and-Ride-Anlage, Parkdeck, Parkhaus, Tankstelle, Tiefgarage, Straßenmeisterei, Autobahnmeisterei
- fließender Verkehr: Autobahn, Bundesstraße, Busbahnhof, Brücke, Kreisverkehr, Radverkehrsanlage, Schilderbrücke, Straße, Tunnel, Überführung, Unterführung, Wohnstraße

- Bauwerke für den Schienenverkehr: Bauwerke für die Einschienenbahn, Bauwerke für die Seilbahn, Bahnhof, Bahnbetriebswerk, Straßenbahn-Depot, Brücke, Lokschuppen, Ringlokschuppen, Stellwerk, U-Bahnhof, Tunnel
- Wasserverkehrsbauwerke: Bootshaus, Brücke, Dockanlagen, Hafen, Schiffshebewerk, Schleuse, Verladebrücke,
- Luftverkehrsbauwerke: Flughafen, Hangar, Hubschrauberlandeplatz, Radaranlage, Start- und Landebahn, Tower, Vorfeld,
- Sonstige Verkehrsbauwerke: Kontrollbunker, Abschussrampe, Raketenstartplatz, Weltraumbahnhof

## Bauwerke in Land- und Forstwirtschaft, Veterinärwesen und Tierpflege
- Gartenbau/Forstwirtschaft: Betriebshof, Försterei, Forsthaus, Forstwirtschaftsgebäude, Gärtnerei, Gewächshaus, Hochsitz
- Landwirtschaft: Almhütte, Alpe, Bauernhof, Geräteschuppen, Kellerei, Molkerei, Scheune, Stall, Silo, Tierzuchtbetrieb, Winzerei, Zaun
- Veterinärwesen: Abdeckerei, Tierarztstation, Veterinär-Untersuchungsamt,
- Tierpflege: Tierheim, Taubenschlag, Zoogebäude

## Industriebauwerke
- Allgemein: Fabrik, Feldfabrik, Industriegebäude, Industriehalle, Montagehalle, Produktionsstätte, Werkhalle,
- Bauindustrie: Bauwerk der Bauindustrie, Bauhof, Betonwerk, Kieswerk, Steinmühle, Zementwerk,
- Chemieindustrie: Bauwerk der Chemieindustrie, Chemiewerk, Raffinerie,
- Elektroindustrie: Bauwerk der Elektroindustrie,
- Holz- und Papierindustrie: Bauwerk der Holzindustrie, der Papierindustrie, Sägewerk,
- Lebensmittelindustrie, Genussmittelindustrie: Bauwerk der Lebensmittelindustrie, Bauwerk der Genussmittelindustrie, Bäckerei, Brauerei, Brennerei, Schlachthof, Schokoladenfabrik,
- Metallindustrie:

- Metallerzeugung: Bauwerk der Metallerzeugung, Eisenwerk, Hochofen, Hüttenwerk, Stahlwerk,
- Metallverarbeitung: Bauwerk der Metallverarbeitung, Schmiede,

- Textilindustrie: Bauwerk der Textilindustrie, der Leinenindustrie, der Bekleidungsindustrie, Klöppelei, Näherei, Teppichknüpferei, Wäscherei, Weberei, Wirkerei,

## Versorgungsbauwerke und Entsorgungsbauwerke
- Bauwerke der Energieversorgung:

- allgemein: Heizwerk, Kraftwerk, Liste von Kraftwerken
- mit fossilen Energieträgern: Gaskraftwerk, Kernkraftwerk, Kesselhaus, Kohlekraftwerk, Wiederaufbereitungsanlage,
- mit regenerativen Energieträgern: Biogasanlage, Biomasseheizkraftwerk, Anlagen zur Erdwärme-Gewinnung, Gezeitenkraftwerk, Klein-Windkraftanlage, Stauwehr, Talsperre, Thermikkraftwerk, Windkraftanlage, Windmühle, Windpumpe

- Schwerpunkt Elektrizität: Elektrizitätswerk, Pumpspeicherwerk, Schaltanlage, Stromrichterhalle, Transformatorenstation, Umspannwerk
- Energieweiterleitung: Freileitungsmast, Kühlturm, Pipeline
- Energielagerung: Gasometer, Tanklager, Tank (Behälter)

- Bauwerke der Wasserversorgung und der Entwässerung:

- allgemein: Schacht,
- Versorgung, Bewässerung: Aquädukt, Brunnen, Kanal, Meerwasserentsalzungsanlage, Wasserturm, Schöpfwerk,
- Entwässerung: Hebeanlage, Abwasseranlage, Bodenentwässerungsystem, Entwässerungskanal, Gebäudeentwässerungsystem, Abwasserverwertungsbauwerk, Klärwerk, Klärsystem, Pumpwerk, Vorfluter,

- Bauwerke der Informationsversorgung: Sendeturm, Fernsehturm, Erdfunkstelle, selbststrahlender Sendemast, Sendemast, Überseekabel

- Bauwerke der Müllentsorgung: Müllverbrennungsanlage, Mülldeponie, Deponie für Sondermüll, Endlager

## Wasserbau
- Allgemein: Modellversuchanlage, Strömungskanal, Sperrwerk, Werft, Trockendock, Schwimmdock, Kaianlage

- Wasserverkehrsbauwerke: siehe Verkehrsbauwerke

- Binnenwasserbau: Deich, Uferbefestigung, Wehr, Hochwasserschutzbauwerk, Baumaßnahmen zur Flussreinigung, Sicherungsmaßnahmen zum Gewässerschutz, Kanalbau, Schleuse, Schiffshebewerk, Fischleiter, Binnenhafenbau, Sporthafenbau, Yachthafen, Slipanlage, Bootssteg

- Seewasserbau: Seedeich, Bauten zur Gezeitenregelung, Küstenschutz, Wellenbrecher, Befestigungsanlage, Baumaßnahmen zur Landgewinnung, Polder, Verbau, Bauwerke zur Sicherung und Regelung bei Seewasserstraßen, Fahrrinne, Seesignalanlage, Leuchtturm, Leuchtfeuer, Seehafenbau, Hubinsel